# Nicky Van Den Abbeele
Nicky Van Den Abbeele (21 febbraio 1994) è una calciatrice belga, centrocampista del Club YLA e della nazionale belga.

## Carriera

### Club
Nicky Van Den Abbeele è cresciuta nelle giovanili del Cerkelladies Bruges prima e dello SV Jabbeke dopo. Nel 2012 si è trasferita al Club Bruges, col quale ha giocato per tre stagioni di fila nella BeNe League, competizione mista belga-olandese. Nel 2015 si è trasferita al Lierse, esordendo nella Super League, la massima serie del campionato belga, sorta dopo lo scioglimento della BeNe League. Con la maglia giallo-nera a quadri del Lierse, ha vinto la Coppa del Belgio. Al termine della stagione la squadra femminile del Lierse è stata sciolta e Van Den Abbeele si è accordata per la stagione entrante con l'Anderlecht.
All'inizio della stagione 2017-2018 ha lasciato il campionato belga per giocare nell'Eredivisie, massima serie del campionato olandese, con la maglia dell'Ajax. Ha giocato con l'Ajax per una sola stagione, vincendo il campionato olandese e la Coppa dei Paesi Bassi; ha, inoltre, fatto il suo esordio in UEFA Women's Champions League, giocando due delle partite della fase di qualificazione e entrambe le sfide al Brescia, terminate con l'eliminazione dell'Ajax dalla competizione.
Nell'estate è tornata in Belgio, accordandosi col Gent. Con la maglia azzurra del Gent ha giocato per due stagioni di fila, conquistando la sua seconda Coppa del Belgio nella stagione 2018-2019. Nel marzo 2020 è stato annunciato il suo ritorno al Club Bruges, che per la stagione 2020-2021 avrebbe cambiato denominazione in Club YLA.

### Nazionale
Nicky Van Den Abbeele ha fatto parte delle selezioni giovanili del Belgio, giocando nove partite con la selezione Under-17 e quattordici con la selezione Under-19, scendendo in campo nelle partite di qualificazione alle fasi finali dei campionati europei di categoria.
Van Den Abbeele è stata convocata per la prima volta da Ives Serneels, selezionatore della nazionale del Belgio, nel giugno 2013 in occasione di un'amichevole contro l'Ucraina, facendo il suo esordio nella nazionale maggiore da titolare e giocando due terzi della partita. Nei mesi successivi venne spesso convocata e impiegata sia in amichevoli sia nelle qualificazioni al campionato mondiale 2015. Ha fatto anche parte della squadra che ha partecipato alla Cyprus Cup 2015, giocando tre partite, inclusa la finale persa ai tiri di rigore contro la Corea del Sud.
Van Den Abbeele venne convocata anche in occasione dell'Algarve Cup 2016, venendo impiegata in due partite. Dalla seconda metà del 2016 è stata regolarmente convocata da Serneels per le amichevoli di preparazione alla fase finale del campionato europeo 2017, giocando anche tutte le partite della prima fase della Cyprus Cup 2017. Van Den Abbeele venne poi inserita da Serneels nella rosa della nazionale belga che ha partecipato al campionato europeo 2017, organizzato nei vicini Paesi Bassi, senza, però, scendere in campo nel corso del torneo.
Il 19 settembre 2017 ha giocato nella partita vinta per 12-0 dal Belgio sulla Moldavia, valida per le qualificazioni al campionato mondiale 2019, e che ha rappresentato la vittoria più larga della nazionale belga fino ad allora ottenuta. In seguito, venne convocata per la Cyprus Cup 2018, giocando tre partite, inclusa la finale per il quinto posto vinta sul Sudafrica. Venne poi convocata per le partite in programma nel corso del 2018, senza più scendere in campo.

## Statistiche

### Presenze e reti nei club
Statistiche aggiornate al 10 aprile 2021.
| Stagione           | Squadra            | Campionato         | Campionato | Campionato | Coppe nazionali | Coppe nazionali | Coppe nazionali | Coppe internazionali | Coppe internazionali | Coppe internazionali | Altre coppe | Altre coppe | Altre coppe | Totale | Totale |
| Stagione           | Squadra            | Comp               | Pres       | Reti       | Comp            | Pres            | Reti            | Comp                 | Pres                 | Reti                 | Comp        | Pres        | Reti        | Pres   | Reti   |
| ------------------ | ------------------ | ------------------ | ---------- | ---------- | --------------- | --------------- | --------------- | -------------------- | -------------------- | -------------------- | ----------- | ----------- | ----------- | ------ | ------ |
| 2012-2013          | Club Bruges        | BeNe               | 25         | 3          | CB              | ?               | ?               | -                    | -                    | -                    | -           | -           | -           | 25+    | 3+     |
| 2013-2014          | Club Bruges        | BeNe               | 21         | 6          | CB              | ?               | ?               | -                    | -                    | -                    | -           | -           | -           | 21+    | 6+     |
| 2014-2015          | Club Bruges        | BeNe               | 22         | 2          | CB              | ?               | ?               | -                    | -                    | -                    | -           | -           | -           | 22+    | 2+     |
| Totale Club Bruges | Totale Club Bruges | Totale Club Bruges | 68         | 11         |                 | ?               | ?               |                      | -                    | -                    |             | -           | -           | 68+    | 11+    |
| 2015-2016          | Lierse             | SL                 | ?          | ?          | CB              | ?               | ?               | -                    | -                    | -                    | -           | -           | -           | ?      | ?      |
| 2016-2017          | Anderlecht         | SL                 | ?          | ?          | CB              | ?               | ?               | -                    | -                    | -                    | -           | -           | -           | ?      | ?      |
| 2017-2018          | Ajax               | E                  | 12         | 0          | CO              | ?               | ?               | UWCL                 | 4                    | 0                    | -           | -           | -           | 16+    | 0+     |
| 2018-2019          | Gent               | SL                 | ?          | ?          | CB              | ?               | ?               | -                    | -                    | -                    | -           | -           | -           | ?      | ?      |
| 2019-2020          | Gent               | SL                 | ?          | ?          | CB              | ?               | ?               | -                    | -                    | -                    | -           | -           | -           | ?      | ?      |
| Totale Gent        | Totale Gent        | Totale Gent        | ?          | ?          |                 | ?               | ?               |                      | ?                    | ?                    |             | -           | -           | ?      | ?      |
| 2020-2021          | Club YLA           | SL                 | ?          | ?          | CB              | ?               | ?               | -                    | -                    | -                    | -           | -           | -           | ?      | ?      |
| Totale carriera    | Totale carriera    | Totale carriera    | 80         | 11         |                 | ?               | ?               |                      | 4                    | 0                    |             | -           | -           | 84+    | 11+    |

### Cronologia presenze e reti in nazionale
| Cronologia completa delle presenze e delle reti in nazionale ― Belgio | Cronologia completa delle presenze e delle reti in nazionale ― Belgio | Cronologia completa delle presenze e delle reti in nazionale ― Belgio | Cronologia completa delle presenze e delle reti in nazionale ― Belgio | Cronologia completa delle presenze e delle reti in nazionale ― Belgio | Cronologia completa delle presenze e delle reti in nazionale ― Belgio | Cronologia completa delle presenze e delle reti in nazionale ― Belgio | Cronologia completa delle presenze e delle reti in nazionale ― Belgio |
| Data                                                                  | Città                                                                 | In casa                                                               | Risultato                                                             | Ospiti                                                                | Competizione                                                          | Reti                                                                  | Note                                                                  |
| --------------------------------------------------------------------- | --------------------------------------------------------------------- | --------------------------------------------------------------------- | --------------------------------------------------------------------- | --------------------------------------------------------------------- | --------------------------------------------------------------------- | --------------------------------------------------------------------- | --------------------------------------------------------------------- |
| 2-6-2013                                                              | Tubize                                                                | Belgio                                                                | 3 – 0                                                                 | Ucraina                                                               | Amichevole                                                            | -                                                                     | 68’                                                                   |
| 14-8-2013                                                             | Bad Waltersdorf                                                       | Austria                                                               | 2 – 1                                                                 | Belgio                                                                | Amichevole                                                            | -                                                                     |                                                                       |
| 26-10-2013                                                            | Livadia                                                               | Grecia                                                                | 1 – 7                                                                 | Belgio                                                                | Qual. Mondiali 2015                                                   | -                                                                     | 81’                                                                   |
| 8-2-2014                                                              | [[ ]]                                                                 | Belgio                                                                | 1 – 0                                                                 | Polonia                                                               | Amichevole                                                            | -                                                                     | 72’                                                                   |
| 5-4-2014                                                              | Durazzo                                                               | Albania                                                               | 0 – 6                                                                 | Belgio                                                                | Qual. Mondiali 2015                                                   | -                                                                     | 79’                                                                   |
| 10-4-2014                                                             | Lovanio                                                               | Belgio                                                                | 1 – 2                                                                 | Norvegia                                                              | Qual. Mondiali 2015                                                   | -                                                                     | 62’                                                                   |
| 13-9-2014                                                             | Lovanio                                                               | Belgio                                                                | 11 – 0                                                                | Grecia                                                                | Qual. Mondiali 2015                                                   | -                                                                     | 65’                                                                   |
| 17-9-2014                                                             | Abrantes                                                              | Portogallo                                                            | 0 – 1                                                                 | Belgio                                                                | Qual. Mondiali 2015                                                   | -                                                                     | 61’                                                                   |
| 22-9-2014                                                             | Sosnowiec                                                             | Polonia                                                               | 1 – 4                                                                 | Belgio                                                                | Amichevole                                                            | -                                                                     | 46’                                                                   |
| 4-3-2015                                                              | Paralimni                                                             | Rep. Ceca                                                             | 2 – 2                                                                 | Belgio                                                                | Cyprus Cup 2015                                                       | -                                                                     | 57’                                                                   |
| 6-3-2015                                                              | Paralimni                                                             | Belgio                                                                | 0 – 1                                                                 | Sudafrica                                                             | Cyprus Cup 2015                                                       | -                                                                     | 81’                                                                   |
| 11-3-2015                                                             | Paralimni                                                             | Corea del Sud                                                         | 1 – 1 (5 - 3 dtr)                                                     | Belgio                                                                | Cyprus Cup 2015 - Finale 11º posto                                    | -                                                                     |                                                                       |
| 23-5-2015                                                             | Sint-Truiden                                                          | Belgio                                                                | 3 – 2                                                                 | Norvegia                                                              | Amichevole                                                            | -                                                                     | 76’                                                                   |
| 16-9-2015                                                             | Tubize                                                                | Belgio                                                                | 5 – 0                                                                 | Polonia                                                               | Amichevole                                                            | -                                                                     | 65’                                                                   |
| 27-10-2015                                                            | Zenica                                                                | Bosnia ed Erzegovina                                                  | 0 – 5                                                                 | Belgio                                                                | Qual. Euro 2017                                                       | -                                                                     |                                                                       |
| 2-3-2016                                                              | Lagos                                                                 | Islanda                                                               | 2 – 1                                                                 | Belgio                                                                | Algarve Cup 2016                                                      | -                                                                     | 46’                                                                   |
| 9-3-2016                                                              | Vila Real de Santo António                                            | Belgio                                                                | 5 – 0                                                                 | Russia                                                                | Algarve Cup 2016 - Finale 5º posto                                    | -                                                                     | 80’                                                                   |
| 20-10-2016                                                            | Tubize                                                                | Belgio                                                                | 3 – 0                                                                 | Russia                                                                | Amichevole                                                            | -                                                                     | 65’                                                                   |
| 23-10-2016                                                            | Tubize                                                                | Belgio                                                                | 3 – 1                                                                 | Russia                                                                | Amichevole                                                            | -                                                                     |                                                                       |
| 24-11-2016                                                            | Lovanio                                                               | Belgio                                                                | 3 – 2                                                                 | Paesi Bassi                                                           | Amichevole                                                            | -                                                                     | 90’                                                                   |
| 28-11-2016                                                            | Tubize                                                                | Belgio                                                                | 1 – 3                                                                 | Danimarca                                                             | Amichevole                                                            | -                                                                     |                                                                       |
| 19-1-2017                                                             | Clairefontaine-en-Yvelines                                            | Francia                                                               | 1 – 2                                                                 | Belgio                                                                | Amichevole                                                            | -                                                                     | 46’, squadre B                                                        |
| 1-3-2017                                                              | Larnaca                                                               | Belgio                                                                | 2 – 2                                                                 | Svizzera                                                              | Cyprus Cup 2017                                                       | -                                                                     | 84’                                                                   |
| 3-3-2017                                                              | Larnaca                                                               | Italia                                                                | 1 – 4                                                                 | Belgio                                                                | Cyprus Cup 2017                                                       | -                                                                     |                                                                       |
| 6-3-2017                                                              | Nicosia                                                               | Corea del Nord                                                        | 4 – 1                                                                 | Belgio                                                                | Cyprus Cup 2017                                                       | -                                                                     |                                                                       |
| 8-4-2017                                                              | Eupen                                                                 | Belgio                                                                | 1 – 4                                                                 | Spagna                                                                | Amichevole                                                            | -                                                                     |                                                                       |
| 11-4-2017                                                             | Lovanio                                                               | Belgio                                                                | 5 – 0                                                                 | Scozia                                                                | Amichevole                                                            | -                                                                     | 90’                                                                   |
| 13-6-2017                                                             | Lovanio                                                               | Belgio                                                                | 1 – 1                                                                 | Giappone                                                              | Amichevole                                                            | -                                                                     | 90’                                                                   |
| 30-6-2017                                                             | Murcia                                                                | Spagna                                                                | 7 – 0                                                                 | Belgio                                                                | Amichevole                                                            | -                                                                     | 46’                                                                   |
| 11-7-2017                                                             | Denderleeuw                                                           | Belgio                                                                | 2 – 0                                                                 | Russia                                                                | Amichevole                                                            | -                                                                     | 64’                                                                   |
| 19-9-2017                                                             | Lovanio                                                               | Belgio                                                                | 12 – 0                                                                | Moldavia                                                              | Qual. Mondiali 2019                                                   | -                                                                     |                                                                       |
| 20-10-2017                                                            | Lovanio                                                               | Belgio                                                                | 3 – 2                                                                 | Romania                                                               | Qual. Mondiali 2019                                                   | -                                                                     |                                                                       |
| 28-2-2018                                                             | Larnaca                                                               | Belgio                                                                | 1 – 2                                                                 | Rep. Ceca                                                             | Cyprus Cup 2018                                                       | -                                                                     | 45’                                                                   |
| 2-3-2018                                                              | Larnaca                                                               | Spagna                                                                | 0 – 0                                                                 | Belgio                                                                | Cyprus Cup 2018                                                       | -                                                                     | 74’                                                                   |
| 7-3-2018                                                              | Larnaca                                                               | Sudafrica                                                             | 1 – 2                                                                 | Belgio                                                                | Cyprus Cup 2018 - Finale 5º posto                                     | -                                                                     | 52’                                                                   |
| Totale                                                                |                                                                       | Presenze                                                              | 34                                                                    |                                                                       | Reti                                                                  | 0                                                                     |                                                                       |

## Palmarès

### Club
- Campionato olandese: 1

Ajax: 2017-2018
- Coppa dei Paesi Bassi: 1

Ajax: 2017-2018
- Coppa del Belgio: 2

Lierse: 2015-2016
Gent: 2018-2019